# Picarreau
Picarreau é uma comuna francesa na região administrativa de Borgonha-Franco-Condado, no departamento de Jura. Estende-se por uma área de 8,96 km². Em 2010 a comuna tinha 102 habitantes (densidade: 11,4 hab./km²).